# Bahnstrecke Biederitz–Magdeburg-Buckau
| Hubbrücke über die Elbe |                      |                                                                                |                                                                                |
| Streckennummer: | 6878                 |                                                                                |                                                                                |
| Streckenlänge: | 9,5 km               |                                                                                |                                                                                |
| Spurweite: | 1435 mm (Normalspur) |                                                                                |                                                                                |
| |                      |                                                                                |                                                                                |
| \| \| \| von Magdeburg \| \| \| \| 0,0 \| Biederitz Keilbahnhof \| Biederitz Keilbahnhof \| \| \| \| nach Potsdam \| \| \| \| \| nach Dessau und nach Altengrabow \| \| \| \| \| \| \| \| \| \| ehemalige Streckenführung der Berlin-Potsdam-Magdeburger Eisenbahn von Potsdam \| \| \| \| \| \| \| \| \| \| \| \| \| \| \| Flutbrücke über die Ehle über Elbe-Umflutkanal und Ehle \| \| \| \| \| \| \| \| \| \| B 1 \| \| \| \| 4,0 \| Magdeburg-Friedensweiler \| Magdeburg-Friedensweiler \| \| \| 7,8 \| Magdeburg-Brückfeld \| Magdeburg-Brückfeld \| \| \| \| Brücke über die Alte Elbe (Alte Elbe) \| \| \| \| \| Brücke über die Taube Elbe (Taube Elbe) \| \| \| \| \| Hubbrücke Magdeburg (Elbe) \| \| \| \| \| vom Elbhafen \| \| \| \| 10,1 \| Magdeburg Elbbf \| Magdeburg Elbbf \| \| \| \| von Magdeburg Hbf \| \| \| \| \| vom Abzweig Glindenberg \| \| \| \| 12,2 \| Magdeburg-Buckau \| Magdeburg-Buckau \| \| \| \| ehemalige Streckenführung nach Halberstadt \| \| \| \| \| nach Schönebeck \| \| |                      |                                                                                |                                                                                |
| Strecke |                      | von Magdeburg                                                                  | von Magdeburg                                                                  |
| Bahnhof | 0,0                  | Biederitz Keilbahnhof                                                          | Biederitz Keilbahnhof                                                          |
| Abzweig geradeaus und nach links |                      | nach Potsdam                                                                   | nach Potsdam                                                                   |
| Abzweig ehemals geradeaus und nach links |                      | nach Dessau und nach Altengrabow                                               | nach Dessau und nach Altengrabow                                               |
| |                      |                                                                                |                                                                                |
| Abzweig geradeaus und von links (Strecke außer Betrieb) |                      | ehemalige Streckenführung der Berlin-Potsdam-Magdeburger Eisenbahn von Potsdam | ehemalige Streckenführung der Berlin-Potsdam-Magdeburger Eisenbahn von Potsdam |
| |                      |                                                                                |                                                                                |
| |                      |                                                                                |                                                                                |
| Brücke über Wasserlauf (Strecke außer Betrieb) |                      | Flutbrücke über die Ehle über Elbe-Umflutkanal und Ehle                        | Flutbrücke über die Ehle über Elbe-Umflutkanal und Ehle                        |
| |                      |                                                                                |                                                                                |
| Bahnübergang (Strecke außer Betrieb) |                      | B 1                                                                            | B 1                                                                            |
| Haltepunkt / Haltestelle (Strecke außer Betrieb) | 4,0                  | Magdeburg-Friedensweiler                                                       | Magdeburg-Friedensweiler                                                       |
| Dienststation / Betriebs- oder Güterbahnhof (Strecke außer Betrieb) | 7,8                  | Magdeburg-Brückfeld                                                            | Magdeburg-Brückfeld                                                            |
| Brücke über Wasserlauf (Strecke außer Betrieb) |                      | Brücke über die Alte Elbe (Alte Elbe)                                          | Brücke über die Alte Elbe (Alte Elbe)                                          |
| Brücke über Wasserlauf (Strecke außer Betrieb) |                      | Brücke über die Taube Elbe (Taube Elbe)                                        | Brücke über die Taube Elbe (Taube Elbe)                                        |
| Brücke über Wasserlauf (Strecke außer Betrieb) |                      | Hubbrücke Magdeburg (Elbe)                                                     | Hubbrücke Magdeburg (Elbe)                                                     |
| Abzweig geradeaus und von rechts (Strecke außer Betrieb) |                      | vom Elbhafen                                                                   | vom Elbhafen                                                                   |
| Dienststation / Betriebs- oder Güterbahnhof (Strecke außer Betrieb) | 10,1                 | Magdeburg Elbbf                                                                | Magdeburg Elbbf                                                                |
| Abzweig ehemals geradeaus und von rechts |                      | von Magdeburg Hbf                                                              | von Magdeburg Hbf                                                              |
| Abzweig geradeaus und von rechts |                      | vom Abzweig Glindenberg                                                        | vom Abzweig Glindenberg                                                        |
| Dienststation / Betriebs- oder Güterbahnhof | 12,2                 | Magdeburg-Buckau                                                               | Magdeburg-Buckau                                                               |
| Abzweig geradeaus und ehemals nach rechts |                      | ehemalige Streckenführung nach Halberstadt                                     | ehemalige Streckenführung nach Halberstadt                                     |
| Strecke |                      | nach Schönebeck                                                                | nach Schönebeck                                                                |

Die Bahnstrecke Biederitz–Magdeburg-Buckau war eine eingleisige, nicht elektrifizierte Bahnstrecke im heutigen Sachsen-Anhalt. Sie ging 1846/47 als Teil der Bahnstrecke Berlin–Magdeburg in Betrieb. Nach deren Verlegung im Jahr 1873 wurde die alte Strecke weiter für den Güterverkehr genutzt und dabei in die Bahnhöfe in Biederitz und Magdeburg-Buckau eingebunden.
Sie hatte in der DDR als zusätzliche Elbquerung vor allem militärische Bedeutung und wird in jüngerer Zeit lokal auch als Kanonenbahn bezeichnet, hat aber nichts mit der hauptsächlich als Kanonenbahn bekannten Verbindung Berlin–Metz zu tun, die nur wenige Kilometer weiter südlich bei Barby die Elbe querte. Kurzzeitig gab es in den 1950er und 1960er Jahren letztmals Personenverkehr. In den 1990er Jahren wurde die Strecke stillgelegt. Mit der Hubbrücke Magdeburg, der Brücke über die Taube Elbe, der Brücke über die Alte Elbe und der Eisenbahn-Flutbrücke über die Ehle stehen mehrere Brückenbauwerke an der Strecke unter Denkmalschutz.

## Geschichte
Die Strecke war ursprünglich im Rahmen des Baus der Eisenbahnstrecke Potsdam–Magdeburg von der Berlin-Potsdam-Magdeburger Eisenbahngesellschaft in den Jahren 1846/47 errichtet worden und führte östlich an Biederitz vorbei. Einen durchgehenden Zugverkehr nach Magdeburg-Buckau gab es nach Fertigstellung der Elbebrücke ab dem 19. August 1848. In den 1870er Jahren erfolgte im Rahmen des Anschlusses an den neuen Magdeburger Hauptbahnhof eine Neutrassierung des Streckenabschnittes zwischen Burg und Magdeburg mit einer Querung des Höhenrücken des Hohen Fläming bei Möser, dem Bau eines Keilbahnhofs bei Biederitz und der Herrenkrug-Eisenbahnbrücke. Die alte Strecke von Burg über Niegripp, Hohenwarthe, Lostau und Gerwisch vorbei an Biederitz wurde aufgegeben. Der Abschnitt südwestlich von Biederitz blieb in Betrieb, die Strecke über Brückfeld und den Betriebsbahnhof Buckau wurde in die Bahnhöfe Biederitz und Magdeburg-Buckau verschwenkt. Die Bahnstrecke diente als Güterverbindungsbahn und Umgehungsstrecke des Magdeburger Hauptbahnhofs. 
Kurzzeitig hatte die Strecke nach dem Zweiten Weltkrieg bis etwa Mitte der 1960er Jahre nochmals Personenverkehr. 1960 verkehrten werktags vier Personenzüge von Magdeburg-Buckau nach Biederitz mit Halt in Magdeburg-Brückfeld und Magdeburg-Friedensweiler, in Gegenrichtung waren es drei (montags bis freitags) bzw. zwei (sonnabends). Dabei betrug die Fahrzeit 1958 34 Minuten, während sie 1963 auf über eine Stunde (1 Stunde und 4 Minuten) angewachsen war. Nach 1990 verlor die Strecke an Bedeutung. Am 6. Januar 1998 wurde der Antrag auf Stilllegung der Strecke durch das Eisenbahnbundesamt genehmigt, am 28. Februar 1998 folgte die Stilllegung und kurze Zeit später der Abbau der Gleise.

## Streckenverlauf

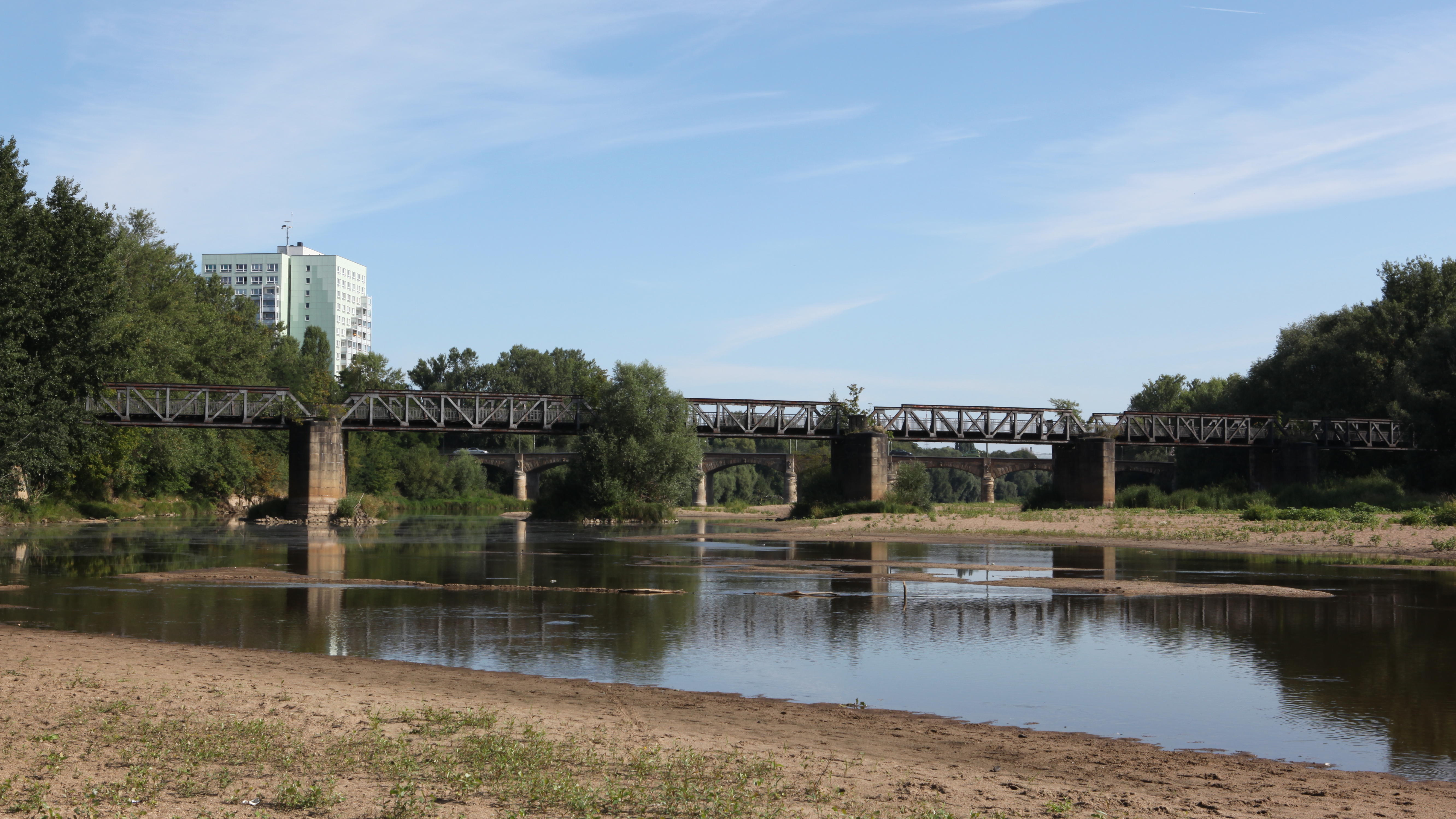
Brücke über die Alte Elbe

Die Strecke begann im Keilbahnhof Biederitz. Nach Passieren der Abzweige nach Potsdam, in Richtung Dessau-Roßlau und zur Bahnstrecke Biederitz–Altengrabow sowie des ehemaligen Abzweiges von Potsdam wurde der Elbe-Umflutkanal auf der Flutbrücke über die Ehle überquert. Anschließend wurde der Güterbahnhof Brückfeld erreicht. Dann überquerte die Strecke  drei verschiedene Elbarme, die Alte Elbe, die Taube Elbe und über die Hubbrücke Magdeburg die Stromelbe. Anschließend wurde ein ehemaliger Abzweig vom Elbhafen, ein Abzweig vom Hauptbahnhof und ein Abzweig von Glindenberg passiert. Schließlich wurde der Betriebsbahnhof Buckau erreicht.
Auf dem östlich der Elbe gelegenen Teil der Strecke befindet sich heute ein Radweg.